# Žak Tati
Žak Tati (9. oktobar 1907 — Pariz, 5. novembar 1982) bio je francuski režiser, glumac i scenarista. U periodu svoje karijere radio je kao strip glumac, pisac i reditelj. Na osnovu ankete koja je sporevedena od strane Entertainment Weekly Tati je zauzeo 46. mesto na listi najboljih filmskih direkotra svih vremena. Tvorac je 6 dugometražnih filmova, a u svojoj karijeri filmskog direktora režisirao je manji broj filmova u odnosu na druge filmske direkotre koji se nalaze na listi 50 najboljih filmskih direktora.

## Detinjstvo
Žak Tati je naizgled bio ravnodušan student, ali se istakao u tenisu i jahanju. Godine 1923. napustio je školu sa 16 godina, kada je preuzeo porodični biznis izrade ramova za slike za koji ga je obučio njegov deda. Između 1927. i 1928. godine završio je vojnu službu u Sen Žermen an Leu. Nakon završetka vojne slušbe otišao je u London gde je obavljao praksu i prvi put se sreo sa ragbijem. Kada se vratio u Pariz pridružio se poluprofesionalnom ragbi timu.

## Karijera
Iako je verovatno da je nastupao ranije, Žak Tati je prvi put spomenut 1935. godine kada je nastupao na svečanosti za novine Le Journal koja je organizovana u cilju proslave pobede Francuske.
- 1930. godine nastupio je na Skali u Berlinu, između 1937. i 1938. godine počinje da glumi u filmovima.
- 1932. , režiran od strane Džeka Forestera, koji je i sam napisao Žak Tati.
- 1934. , režiran od strane Šarla Baroe.
- 1935.  režiran od strane Žaka Bera, koji je sam napisao, i glumio.
- 1936.  režiran od strane Renea Klementa.

### Izgubljeni zapisi
- Konfuzija

Žak Tati je pre svoje smrti imao planove za barem još jedan film. Za film Konfuzija je planirana saradnja sa pop grupom Sparks, u futurističkom gradu Parizu čija se dešavanja koncentrišu na televiziju, komunikaciju, oglašavanje i moderno društvo.
- Tatijev film broj 4 Iluzionista

Film Iluzionista napisan je krajem 1950. godine koji je trebalo da bude nastavak Tatijevog međunarodno uspešnog filma Mon Oncle.

## Dostignuća nakon smrti
Nakon dugodišnjeg truda uspeli su da objave Jour de Fete u boji kao što je i Žak Tati prvobitno planirao. Posle smrti svog brata koji je umro u saobraćajnoj nesreći, Sofi Tatišef je preuzlea inicijativu da povrati i ponovo prikaže na malim ekranima međunarodno uspešan film njenog brata Mon Oncle. Zbog teškoće sa novčanim sredstvima film Play Time je tek objavljen 2002. godine na Kanadskom festivalu, 8 meseci nakon smrti Tatijeve sestre.
Godine 2009. Dešampov partner, Maša Makejf dizajnirala je izložbu Jacques Tati, deux temps, trois mouvements u Cinémathèque française u Parizu. U 2014. godini film Mon Oncle uspostavio je partnerstvo sa StudioCanal koji danas nadgledaju međunarodni rad Žaka Tatija koji se danas obljavljuju u digitalnom obliku uključujući kratke i dugometražne filmove na kaseti, DVD i Blu-Ray.